# Roger Bodart
Pour les articles homonymes, voir Bodart.
Roger Bodart est un poète, essayiste, et académicien belge francophone, né le 10 mars 1910 à Falmignoul et mort le 2 juin 1973 à Bruxelles. Il est l'époux de la romancière Marie-Thérèse Bodart, le père de l'écrivain Anne Richter, et le grand-père de l'essayiste Florence Richter.
Roger Bodart est Chevalier de l'Ordre de la Couronne en 1947, Officier de l'Ordre de Léopold en 1954, et Commandeur de l'Ordre de Léopold en 1963. En outre, le 5 avril 1957, il est Chevalier de la Légion d'Honneur de la République française (cérémonie à l'Ambassade de France en Belgique).
Le 10 mai 1952, il devient membre de l'Académie royale de Langue et Littérature françaises de Belgique; ce jour-là, un autre écrivain entre aussi à l'Académie : c'est Georges Simenon.
Roger Bodart est enterré auprès de son épouse Marie-Thérèse Bodart, au Jardin des poètes, au Mont-Saint-Aubert près de Tournai.
À Falmignoul, lieu de naissance de Roger Bodart, la place du village porte le nom du poète.

## Vie et création

### Biographie
Joseph Bodart, le père de Roger Bodart, est l'instituteur du village de Falmignoul. Roger Bodart est marqué par cette origine dans une région de forêts, par exemple le recueil de poèmes Les Hommes dans la nuit, est inspiré par la nature ardennaise. Encore enfant, Roger Bodart rejoint Bruxelles, car son père devient directeur d'un orphelinat de la place du Béguinage : cet épisode de sa vie sera évoqué dans son recueil Le Tour, comme le décès de son père en 1936 trouve un écho dans le recueil Office des ténèbres.
R. Bodart fait ses études à l'Athénée de Schaerbeek, puis le droit à l'Université Libre de Bruxelles, où il rencontre sa future épouse Marie-Thérèse Guillaume (qui deviendra écrivain sous le nom de Marie-Thérèse Bodart). A la fin de ses études de droit, il obtient à la fois le prix du Jeune Barreau et le prix du Conseil de l'Ordre.
D'abord avocat à Liège, Roger Bodart est ensuite journaliste à l'I.N.R. (qui deviendra la RTBF) où il travaille dans l'équipe du Journal Parlé; c'est lui qui annonce à la radio, l'invasion de la Belgique par l'armée nazie lors de la Seconde Guerre mondiale. Durant la guerre, il quitte son poste à la radio et est quelque temps inspecteur des bibliothèques publiques. Après la guerre, il devient conseiller littéraire au Ministère de l'Instruction publique, et journaliste au quotidien Le Soir. Ayant créé et animé, vers la fin de la guerre et juste après celle-ci, les "Conférences littéraires de la rue Ernest Allard", il sera ensuite cofondateur des « Midis de la Poésie », à Bruxelles en 1949 ; dans les premières années des "Midis de la Poésie", Roger Bodart y recevra notamment Jean Cocteau, Philippe Soupault, Léopold Sedar Senghor, Louis Aragon, etc.
De nombreux articles, dans différents journaux, et de nombreux interviews à la radio, ont été écrits et enregistrés, consacrés à l'œuvre de Roger Bodart, de son vivant. On peut retrouver ces articles, par exemple aux Archives et Musée de la Littérature (AML), et à la Bibliothèque royale Albert Ier. De même pour les nombreux articles et interviews réalisés par Roger Bodart et consacrés à d'autres artistes; par exemple, voici l'interview télévisuelle qu'il a réalisée en 1956 du poète Louis Aragon : https://www.sonuma.be/archive/arts-sciences-lettres-du-24101956 . Et voici une conférence sur "Le secret de Shakespeare" réalisée en 1964 par Roger Bodart à France Culture, et qui a été rediffusée dans une émission récente de 2016 consacrée aux "Grandes conférences de France Culture" : https://www.franceculture.fr/emissions/les-nuits-de-france-culture/le-secret-de-shakespeare-devoile-par-roger-bodart. 
Il est inhumé au Jardin des Poètes à Mont-Saint-Aubert.

### Amitiés et voyages
Outre les relations qu'il entretient avec les écrivains et les artistes dans le cadre de son travail au ministère, Roger Bodart (et son épouse Marie-Thérèse Bodart) noueront, à travers le temps, des amitiés, avec quelques peintres (notamment Frans Depooter), et avec les écrivains ou intellectuels Charles Plisnier, Gabriel Marcel, Auguste Marin, Charles Du Bos, Pierre Emmanuel, Franz Hellens, Jean Tordeur, Charles Bertin, Lucienne Desnoues et Jean Mogin, Serge Young, Norge, Jacques Biebuyck, Marcel Thiry, Marcel Lecomte, Chaïm Perelman (que les Bodart cacheront quelque temps chez eux, durant la Seconde Guerre mondiale, afin que C. Perelman et son épouse échappent aux nazis), Marie Gevers, Suzanne Lilar, Pierre Nothomb, Géo Libbrecht, Liliane Wouters, Marie-Madeleine Davy, etc. Dans leur jeunesse, les Bodart recevaient un groupe d'amis dans leur maison de l'Avenue Beau-Séjour (à Uccle) : les "Soirées de Beau-Séjour" regroupaient des amis de jeunesse, à savoir Tordeur, Desnoues, Mogin, Bertin, Young. Plus tard, les Bodart recevront d'autres amis dans leur maison, construite près de la Forêt de Soignes, Rue René Christiaens (à Auderghem).
Amoureux des voyages, de la mer et des forêts, Roger Bodart effectue de longs séjours (professionnels ou pas) dans différents pays européens, mais aussi en Afrique (Congo), en Amérique (U.S.A) et en Israël. Ces voyages, comme ses lectures et la découverte des arts et musiques des pays visités, inspirent sa poésie, mais aussi la trilogie des essais Dialogues européens (1950), Dialogues africains (1952), et Mes Amériques (1956). Ainsi, Dialogues africains, est illustré de reproductions de tableaux de peintres africains tels Pilipili ou Ilunga, et on peut y lire un entretien entre l'écrivain Paul Lomami Tshibamba et Roger Bodart, sur les relations entre Noirs et Blancs, et sur l'appartenance à une culture, mais vus à partir des regards du conteur et du poète; autre dialogue : avec Monongo, musicien et chanteur. De même, Mes Amériques, est illustré de tableaux de primitifs américains, et on y lit notamment un entretien entre le physicien Robert Oppenheimer (surnommé "le père de la bombe atomique") et Roger Bodart, sur les relations entre science et poésie.

### La route du sel: le recueil de poésie majeur
La Route du Sel (éd. Seghers, 1965; rééd. collection "Orphée" - La Différence, 1992 et 2012) est le recueil de poésie majeur de Roger Bodart, dont la critique française a salué le ton très personnel et singulier, écrit dans un style abrupt et sauvage. Ce recueil évoque une métamorphose : la destruction du monde et sa renaissance, autant que la transformation d'un homme, ou la création d'un poème.
Lors de la réédition du recueil La Route du Sel, en 1992, aux Editions de La Différence, dans la collection poétique de référence "Orphée", l'écrivain Pierre Mertens, y consacre sa chronique hebdomadaire "Le Bloc-notes de Pierre Mertens", du quotidien Le Soir (le 16 décembre 1992). Dans cet article, intitulé "Bodart parmi nous", P. Mertens, qui a connu Roger Bodart, écrit notamment : "La dimension fondamentale de l'homme : son ouverture d'esprit. (...) Ce fou de poésie se montrait particulièrement attentif aux jeunes, à l'écoute de leurs débuts, et soucieux de faire se rencontrer ceux et celles qui auraient intérêt à nouer un dialogue. (...) Roger Bodart était un passeur, un pêcheur de poètes !" Pierre Mertens ajoute : "Il voyageait de façon singulière à travers les pays et les œuvres (...) d'où cette œuvre superbement éparpillée, et pour le meilleur, disparate. Il est de ceux qui ont su rendre sa légitimité et sa noblesse au mot éclectisme. Nous manquons sans doute, aujourd'hui, d'hommes de cette sorte, de cette nature...". Mertens évoque ensuite deux autres livres de R. Bodart : "Je reviens des Etats-Unis. J'avais souhaiter relire là-bas Mes Amériques, un petit livre où l'auteur donne bien à voir la complexité américaine, les paradoxes et les contradictions qui la traversent. Cela a le ton de la lucidité et de l'absence de préjugés. Comme les poèmes de Bodart sur les Noirs américains. (...) La Route du Sel, aujourd'hui rééditée, constitue un tournant dans l'œuvre. Tous les dons du poète, et toutes ses obsessions, conspirent à la réussite de ce recueil grave, mélancolique, sarcastique et cruel. Récit initiatique d'une quête d'un obscur objet." Pierre Mertens conclut : "Pourtant c'est la foncière générosité de l'homme qui l'a, sans doute, empêché de concevoir une œuvre plus abondante. Telle quelle, elle chante, elle psalmodie, comme il le faisait lui-même lorsqu'il lisait un texte. Nous n'oublierons pas plus cette voix que le verbe qu'elle portait."
Lors de la parution de la première édition de La Route du Sel (en 1965), un critique littéraire de l'époque, René Lacôte, qui tient la chronique poétique, très populaire, dans la revue Les Lettres françaises (dirigé à l'époque par Louis Aragon), y écrit trois articles à propos du recueil et à propos de Roger Bodart. Ces chroniques ont été rassemblées pour servir de préface à la réédition de 1992 aux Ed. La Différence. R. Lacôte évoque lui aussi la générosité de Roger Bodart. Mais il va plus loin : il en fait la source de l'originalité poétique chez Bodart. Il dit qu'avec ce recueil "l'excellent poète qu'il (Bodart) a toujours été, est devenu un grand poète. La Route du Sel est l'un des livres les plus hallucinants qui se puissent lire dans la poésie de notre temps. (...) un incontestable chef-d'œuvre poétique qui se retrouvera dans les anthologies. (...) C'est Roger Bodart qui nous a révélé la plupart des jeunes poètes belges actuellement connus (...) en Belgique, il est simplement tenu pour l'un des meilleurs représentants d'une tradition poétique maintenue (...) nul n'est plus attentif que Bodart à tout ce qui apparaît de nouveau dans la littérature et la pensée contemporaine." Et René Lacôte ajoute : "le poète Roger Bodart veut en même temps, généreusement et toujours, nous donner de lui-même. (...) sa poésie est d'une tension affective devenue presque insoutenable qui correspond chez le poète à une exigence presque inhumaine envers lui-même."
Le poète et critique Alain Bosquet qualifie de la même manière La Route du Sel, dans la revue Combat (dans un article du 17 décembre 1964) : Bosquet parle de "poèmes d'une densité inouïe, parfois au seuil de la rupture, parfois d'une tendresse de fin dernière", et de "prise de conscience de la condition atomique et planétaire de l'homme".
Voici des extraits de La Route du Sel :
Dans la soute d'avant exister. Au plus noir.

Pas homme. Même pas enfant. Rien qu'une épreuve.

Des songes d'ailes et de bras font ce qu'ils peuvent.

Des yeux s'ouvrent sur la hantise d'enfin voir.

(...)

Dormant longtemps. En rond. Lové dans des entrailles

fades : têtard suçant la vase d'un marais.

Se goûtant. En soi-même enroulé comme l'est

la couleuvre cachée en sa cotte de mailles.

(...)

Métamorphose. Fougère muée en roc.

Nageoire flagellant le sable

avant d'être aile. Insoupçonnable

saut. Pierre enfantant la flamme. Choc.

(...)

La délivrance par le mot. Je dis : Sésame,

et le genou se fend lâchant l'oiseau, la mer

s'envole sur le toit du monde, l'âme

se change en périscope, le désert

de chaque grain de sable fait un ange.

Je dis fagot, et dans les Andes, l'épervier

immobilise du regard une avalanche.

(...)

Mûrir mourir pourrir pour être une âme pure

pour mériter l'honneur de quitter ce vieux corps

pour savoir qui l'on est pour trouver sa figure

comme fait un acteur derrière le décor

(...)

Croire dur comme fer aux sorciers d'Orénoque

Mettre en doute souvent que deux plus un fait trois

Dans la neige du pôle avoir chaud comme un phoque

mais se sentir glacé dans la chambre du roi

(...)

Vouloir être pacha pape bantou pirate

battre au jeu de l'amour le grand Casanova

avoir le flanc marqué d'une griffe de chatte

marcher dans le désert parce qu'un pneu creva

### Le directeur du service des Lettres belgesversusle poète
Néanmoins, dès ces années 1960, René Lacôte évoque aussi, dans ses mêmes articles cités plus haut, la situation du poète Roger Bodart dans la société : "Directeur du Service des lettres, et chargé d'une mission de diffusion des lettres belges à l'étranger, il a des responsabilités et une influence qui peuvent avoir aussi pour sa situation littéraire personnelle des conséquences redoutables." René Lacôte développe sa réflexion, rappelant que Roger Bodart a révélé et / ou aidé beaucoup d'écrivains à leurs débuts, surtout des poètes (on cite parfois Marcel Thiry, Pierre Mertens, ou Liliane Wouters), mais qu'on risque à l'avenir d'oublier l'œuvre de qualité du poète Roger Bodart, pour se concentrer uniquement sur l'homme de pouvoir qu'il est ou a été. R. Lacôte voyait juste, puisque depuis plusieurs décennies, les spécialistes belges actuels de l'histoire littéraire belge (Marc Quaghebeur, Jean-Marie Klinkenberg, Bibiane Fréché, par exemple) ne se concentrent presque exclusivement que sur l'homme de pouvoir Roger Bodart (certes dans le cadre d'études de sociologie de la littérature, pour B. Fréché notamment), et pas (ou peu) sur le poète. Comme directeur du Service des Lettres, Roger Bodart a notamment suggéré et obtenu la création de bourses aux écrivains, et anticipé la prise de conscience de la francophonie en créant, avec son homologue Naïm Kattan, le prix belgo-canadien.
Il a néanmoins fallu la réédition, à Paris, à l'initiative du critique et poète Claude Michel Cluny, aux Ed. La Différence, en 1992 (puis en 2012), de La Route du Sel, pour qu'on se souvienne du poète Roger Bodart. La collection poétique bilingue "Orphée" comptait environ deux cent cinquante titres, avec des poètes de tous les pays et de toutes les époques, dont huit Belges : Emile Verhaeren, Max Elskamp, Karel Van de Woestijne, Cobra Poésie, Jean de Boschère, Odilon-Jean Périer, Leonard Nolens, et Roger Bodart.

## Œuvres

### Poésie
- Les Mains tendues, Bruxelles, Editions de la Revue sincère, 1930
- Les Hommes dans la Nuit, Verviers, Editions de l'Avant-poste, 1932
- Office des Ténèbres, Bruxelles, éd. Maison du Poète, 1937, Prix Polak (Académie royale de Belgique), et Prix Emile Verhaeren
- La Tapisserie de Pénélope, Bruxelles, Maison du Poète, 1946; rééd. Editions des Artistes, 1948, Prix triennal de Poésie (Communauté française de Belgique)
- Le Chevalier à la Charrette, Bruxelles, éd. George Houyoux, 1953
- Forêts, Bruxelles, éd. George Houyoux, 1953
- Le Nègre de Chicago, Paris, éd. Pierre Seghers, 1958
- La Route du Sel, Paris, éd. Pierre Seghers, 1964. Réédition 1992 et 2012, Paris, Éditions La Différence, collection "Orphée", avec une présentation par René Lacôte et une postface par Anne Richter
- Le Tour, Paris, éd. Pierre Seghers, 1968
- La Longue marche (recueil posthume), Bruxelles, éd. André De Rache, 1975
- Le Signe de Jonas (recueil posthume), Bruxelles, éd. André De Rache, 1977
- ORIGINES. Poésies complètes, introduction "Roger Bodart, le cœur triomphant" par Florence Richter et François Ost, (ré)éditions Samsa, 2021

### Essais
- A la rencontre de Charles Du Bos, Bruxelles, éd. La Sizaine, 1946
- A la rencontre de Henry de Montherlant ou L'Armure vide, Bruxelles, éd. La Sizaine, 1946
- Dialogues européens, Bruxelles, Editions des Artistes, 1950
- Dialogues africains, avec des reproductions en noir et en couleur de tableaux de Pilipili, Ilunga, Kayembe, M'Kulu, Bela Sara m'Daye, Bruxelles, Editions des Artistes, 1952
- Charles Plisnier, Paris, Editions universitaires, collection "Classiques du XXe siècle", 1953
- Mes Amériques, avec des reproductions de tableaux de primitifs américains, Bruxelles, Editions des Artistes, 1956
- Expédition Elata. Voyage de S.M. le roi Léopold III de l'Orénoque au Rio Negro, Bruxelles, Yromant & Exploration du monde, 1956
- Lettres de Belgique. Lettres françaises par Roger Bodart. Lettres néerlandaises par Karel Jonckheere, éd. Esseo Bruxelles & Ontwikkeling Anvers, 1958 (paru en français, néerlandais, allemand et anglais)
- Maurice Maeterlinck ou l'absurde dépassé, Bruxelles, éd. Lucien De Meyer, illustré de photos, préface de Louise de Vilmorin, 1960
- Le songe d'Amédée Ponceau, Bruxelles, Editions universitaires, 1962
- Maurice Maeterlinck, Paris, éd. Pierre Seghers, coll. "Poètes d'aujourd'hui", 1962; réédition Maeterlinck en partie double, éd. Académie et Le Cri, 2011 : https://www.arllfb.be/publications/essais/double.html
- Marcel Thiry, Paris, éd. Pierre Seghers, coll. "Poètes d'aujourd'hui", 1964
- Les Poètes du Bois de la Cambre, anthologie des poètes de l'Université libre de Bruxelles (1928-1964), Editions universitaires, 1965
- Emile Verhaeren, hier et aujourd'hui, Tournai, Le Miroir des Poètes, 1966
- L'Impromptu du Pont d'Oye : avec Pierre Nothomb, en collaboration avec Marie-Thérèse Bodart, Virton, éd. la Dryade, 1966
- Georges Libbrecht, Paris, éd. Pierre Seghers, coll. "Poètes d'aujourd'hui", 1966
- Karel Jonckheere, Paris, éd. Pierre Seghers, coll. "Poètes d'aujourd'hui", 1968
- Qu'est-ce que la littérature ? L'interview, l'essai, la critique, Institut pour journalistes de Belgique, 1973
- DIALOGUES. Europe, Afrique, Amériques, Israël, (ré)éditions Samsa, 2021

### Monographies sur l'art
- Georges Grard, Anvers, Editions De Sikkel, 1948
- Antoine Wiertz, Anvers, Editions De Sikkel, 1949
- Léon Devos, Anvers, Editions De Sikkel, 1952
- Suzanne Van Damme, Anvers, Éditions De Sikkel, 1953
- Jacques Maes, Anvers, Editions De Sikkel, 1955
- Idel Ianchelevici, Bruxelles, Editions Georges Houyoux / Editions des Artistes,1957
- Albert Crommelynck, Bruxelles, Editions Elsevier, 1962
- Edmond Dubrunfaut, Bruxelles, Editions Meddens, 1963
- Réédition en un volume de ces 8 monographies de Roger Bodart  : L'Art, c'est la chair, préface de Florence Richter, éditions Samsa, 2023

### Guides artistiques
- Belgique (en collaboration avec Marie-Thérèse Bodart et Karel Jonckheere; photographies de Daniel Letellier), Paris, éd. Hachette, 1964
- Bruxelles, Bruxelles, éd. Paul Legrain, 1973
- Guide littéraire de la Belgique, de la Hollande et du Luxembourg, par Roger Bodart, Marc Galle et Garmt Stuiveling, Paris, éd. Hachette, collection "Guides bleus", 1972

## Sur Roger Bodart
- Manon Houtart, "Feuillets, carafe et micro. Les émissions de médiation littéraire sur les ondes belges francophones", Textyles, n°65, "Littérature et radio", décembre 2023, https://journals.openedition.org/textyles/6475

- Eric Brogniet, Roger Bodart ou l'éloge de la complexité : sur l'anti-racisme, Académie royale de Belgique, 9 septembre 2023
- Cédric Petit, La tribu Bodart, une curieuse famille de passeurs. Article Le Soir, 1er juillet 2023
- La Tribu Bodart-Richter : entre écologie et poésie, Archives et Musée de la Littérature (A.M.L.), collection "Archives du futur", 2023
- Monique Verdussen, Le passé présent de Roger Bodart. Réédition de Origines : poésies complètes et les essais Dialogues. Article La Libre Belgique, 6 octobre 2021 : https://www.lalibre.be/culture/livres-bd/2021/10/08/le-passe-present-de-roger-bodart-ASCMV3EGRJE5VJ3BZSWDGEHMKE/
- Jean-Claude Vantroyen, Roger Bodart : le poète qui faisait l'amour avec les mots. Réédition de Origines : poésies complètes et les essais Dialogues. Article Le Soir du 4 septembre 2021 : https://plus.lesoir.be/392703/article/2021-09-02/cest-du-belge-roger-bodart-le-poete-qui-faisait-lamour-avec-les-mots
- André Guimbretière, Roger Bodart, Paris, éd. Pierre Seghers, coll. "Poètes d'aujourd'hui", 1966
- Pierre Seghers, Roger Bodart : Approches d'un poète, et Gilberte Aigrisse, Psychogenèse d'un poème, Bruxelles, éd. André De Rache, 1973
- Luc Norin, "Roger Bodart, l'homme au bâton", in La Revue générale, Bruxelles, octobre 1973
- Revue Marginales, Bruxelles, 1953 et 1973, deux numéros d'hommage à Roger Bodart
- Marie-Thérèse Bodart et Luc Norin, "Roger Bodart : approches", (extraits d'inédits : journaux intimes, conférences, lettres d'écrivains, notes de voyages, photos, etc), in Cahiers bleus, n°34, Troyes, été 1985, avec une postface de Marcel Lobet
- Anne Richter, "Roger Bodart", in Dossiers L., Service du Livre luxembourgeois, n°15, 1987
- Jean Tordeur, "Roger Bodart", in Galerie de portraits, t.V, Académie royale de Belgique, 1990
- Bibiane Fréché, "Pouvoir, littérature et réseaux en Belgique francophone : Roger Bodart (1910-1973)", in Etudes et Lettres n°279 sur la thématique "Ecrire en francophonie : une prise de pouvoir ?", Lausanne, UNIL, 2008 : https://www.unil.ch/edl/fr/home/menuinst/table-des-sommaires/2005-2009/279-20081.html
- Lisbeth Verstraete-Hansen, « Compte rendu de Fréché (Bibiane), Littérature et société en Belgique francophone (1944-1960) », in COnTEXTES, 2010 : https://journals.openedition.org/contextes/4690?lang=en
- Michel Biron, article consacré à l'ouvrage « Fréché (Bibiane), Littérature et société en Belgique francophone (1944-1960) », in Textyles, n°38, Louvain-La-Neuve, 2010 : https://journals.openedition.org/textyles/444
- Julos Beaucarne a adapté en chanson (avec le titre "Ce n'est plus le temps des lilas"), le poème Par-dessus terre (extrait du premier recueil, Les Mains tendues, de Roger Bodart)
- Biographie de Roger Bodart sur le site de l'Académie royale de langue et de littérature françaises de Belgique